# Саритаукумський сільський округ
Саритауку́мський сільський округ (каз. Сарытауқұм ауылдық округі, рос. Сарытаукумский сельский округ) — адміністративна одиниця у складі Жамбильського району Алматинської області Казахстану. Адміністративний центр та єдиний населений пункт — село Ащису.
Населення — 312 осіб (2021; 340 у 2009, 621 у 1999, 1375 у 1989).
Станом на 1989 рік існувала Саритаукумська сільська рада (село Ащису) колишнього Куртинського району.